# Boks na Letnich Igrzyskach Olimpijskich 2012 – kwalifikacje

## Podsumowanie kwalifikacji
| Kraj              | Mężczyźni | Mężczyźni | Mężczyźni | Mężczyźni | Mężczyźni | Mężczyźni | Mężczyźni | Mężczyźni | Mężczyźni | Mężczyźni | Kobiety | Kobiety | Kobiety | Razem |
| Kraj              | 49        | 52        | 56        | 60        | 64        | 69        | 75        | 81        | 91        | +91       | 51      | 60      | 75      | Razem |
| ----------------- | --------- | --------- | --------- | --------- | --------- | --------- | --------- | --------- | --------- | --------- | ------- | ------- | ------- | ----- |
| Algieria          | X         | X         | X         | X         |           | X         | X         | X         | X         |           |         |         |         | 8     |
| Argentyna         |           |           | X         |           |           |           |           |           | X         |           |         |         |         | 2     |
| Armenia           |           |           |           |           |           |           | X         |           |           |           |         |         |         | 1     |
| Australia         | X         | X         | X         | X         | X         | X         | X         | X         | X         | X         |         |         | X       | 11    |
| Azerbejdżan       |           | X         | X         |           | X         |           | X         | X         | X         | X         |         |         | X       | 8     |
| Benin             |           |           |           | X         |           |           |           |           |           |           |         |         |         | 1     |
| Białoruś          |           |           |           | X         |           |           |           | X         | X         |           |         |         |         | 3     |
| Botswana          |           | X         |           |           |           |           |           |           |           |           |         |         |         | 1     |
| Brazylia          |           | X         | X         | X         | X         | X         | X         | X         |           |           | X       | X       | X       | 10    |
| Bułgaria          | X         |           | X         |           |           |           |           |           | X         |           |         |         |         | 3     |
| Burkina Faso      |           |           |           |           | X         |           |           |           |           |           |         |         |         | 1     |
| Chiny             | X         |           |           | X         |           | X         |           | X         | X         | X         | X       |         | X       | 8     |
| Czarnogóra        |           |           |           |           |           |           |           | X         |           |           |         |         |         | 1     |
| Dania             |           |           | X         |           |           |           |           |           |           |           |         |         |         | 1     |
| Dominikana        |           |           | X         | X         |           |           | X         |           |           |           |         |         |         | 3     |
| Egipt             | X         | X         |           | X         | X         |           | X         |           |           |           |         |         |         | 5     |
| Ekwador           | X         |           |           |           | X         | X         | X         | X         | X         | X         |         |         |         | 7     |
| Filipiny          | X         |           |           |           |           |           |           |           |           |           |         |         |         | 1     |
| Francja           | X         | X         |           | X         |           | X         |           |           |           | X         |         |         |         | 5     |
| Gabon             |           |           | X         |           |           | X         |           |           |           |           |         |         |         | 2     |
| Ghana             | X         | X         | X         |           |           |           |           |           | X         |           |         |         |         | 4     |
| Gruzja            |           |           | X         |           |           |           |           |           |           |           |         |         |         | 1     |
| Hiszpania         | X         |           |           |           | X         |           |           |           |           |           |         |         |         | 2     |
| Honduras          | X         |           |           |           |           |           |           |           |           |           |         |         |         | 1     |
| Indie             | X         |           | X         | X         | X         | X         | X         | X         |           |           | X       |         |         | 8     |
| Iran              |           |           |           |           | X         | X         |           | X         | X         |           |         |         |         | 4     |
| Irlandia          | X         | X         | X         |           |           | X         | X         |           |           |           |         | X       |         | 6     |
| Japonia           |           | X         | X         |           |           | X         | X         |           |           |           |         |         |         | 4     |
| Jordania          |           |           |           |           |           |           |           | X         |           |           |         |         |         | 1     |
| Kamerun           | X         |           |           | X         |           |           |           | X         |           | X         |         |         |         | 4     |
| Kanada            |           |           |           |           |           | X         |           |           |           | X         |         |         | X       | 3     |
| Kazachstan        | X         | X         | X         | X         | X         | X         | X         | X         |           | X         |         | X       |         | 10    |
| Kenia             |           | X         |           |           |           |           |           |           |           |           |         |         | X       | 2     |
| Kolumbia          |           |           |           | X         | X         |           |           | X         |           |           |         |         |         | 3     |
| Korea Południowa  | X         |           |           | X         |           |           |           |           |           |           |         |         |         | 2     |
| Korea Północna    |           | X         |           |           |           |           |           |           |           |           |         |         |         | 1     |
| Kuba              | X         | X         | X         | X         | X         |           |           | X         | X         | X         |         |         |         | 8     |
| Litwa             |           |           |           | X         |           | X         |           |           |           |           |         |         |         | 2     |
| Mali              |           |           |           |           |           | X         |           |           |           |           |         |         |         | 1     |
| Maroko            | X         |           | X         |           | X         | X         | X         | X         |           | X         |         |         |         | 7     |
| Mauritius         |           | X         |           |           | X         |           |           |           |           |           |         |         |         | 2     |
| Meksyk            |           |           | X         |           |           | X         |           |           |           |           |         |         |         | 2     |
| Mołdawia          |           |           |           |           |           | X         |           |           |           |           |         |         |         | 1     |
| Mongolia          | X         | X         |           |           | X         | X         |           |           |           |           |         |         |         | 4     |
| Mozambik          | X         |           |           |           |           |           |           |           |           |           |         |         |         | 1     |
| Namibia           |           |           | X         |           |           |           | X         |           |           |           |         |         |         | 2     |
| Nigeria           |           |           |           |           |           |           | X         | X         |           |           |         |         | X       | 3     |
| Niemcy            |           |           |           |           |           | X         | X         | X         |           | X         |         |         |         | 4     |
| Nikaragua         |           |           |           |           |           |           |           | X         |           |           |         |         |         | 1     |
| Nowa Zelandia     |           |           |           |           |           |           |           |           |           |           | X       | X       |         | 2     |
| Polska            |           |           |           |           |           |           |           |           |           |           | X       |         |         | 1     |
| Portoryko         | X         | X         |           | X         | X         |           | X         |           |           |           |         |         |         | 5     |
| Południowa Afryka |           |           | X         |           |           | X         |           |           |           |           |         |         |         | 2     |
| Rosja             | X         | X         | X         |           |           | X         |           | X         | X         | X         | X       | X       | X       | 10    |
| Rumunia           |           |           |           |           |           |           | X         |           |           |           |         |         |         | 1     |
| Serbia            |           |           |           |           |           |           | X         |           |           |           |         |         |         | 1     |
| Seszele           |           |           |           | X         |           |           |           |           |           |           |         |         |         | 1     |
| Stany Zjednoczone |           | X         | X         | X         | X         | X         | X         | X         | X         | X         | X       | X       | X       | 12    |
| Syria             |           |           | X         |           |           |           |           |           |           |           |         |         |         | 1     |
| Szwecja           |           | X         |           |           | X         |           |           |           |           |           |         |         |         | 2     |
| Tadżykistan       |           |           | X         |           |           |           | X         | X         |           |           |         | X       |         | 4     |
| Tajlandia         | X         | X         |           | X         |           |           |           |           |           |           |         |         |         | 3     |
| Tanzania          |           |           |           |           |           | X         |           |           |           |           |         |         |         | 1     |
| Trynidad i Tobago | X         |           |           |           |           |           |           |           |           |           |         |         |         | 1     |
| Tunezja           |           |           |           | X         | X         |           |           | X         |           |           | X       | X       |         | 5     |
| Turcja            | X         | X         |           | X         | X         |           | X         | X         |           |           |         |         |         | 6     |
| Turkmenistan      |           |           |           |           | X         |           | X         |           |           |           |         |         |         | 2     |
| Ukraina           |           |           | X         | X         | X         | X         | X         | X         | X         |           |         |         |         | 7     |
| Uzbekistan        |           | X         | X         | X         | X         |           | X         | X         |           |           |         |         |         | 6     |
| Wenezuela         |           |           |           |           |           | X         | X         |           |           |           | X       |         |         | 3     |
| Węgry             |           |           |           | X         | X         |           | X         |           |           |           |         |         |         | 3     |
| Wielka Brytania   |           | X         | X         | X         | X         | X         | X         |           |           | X         | X       | X       | X       | 10    |
| Włochy            | X         | X         | X         | X         | X         |           |           |           | X         | X         |         |         |         | 7     |
| Zambia            |           |           |           |           | X         |           |           |           |           |           |         |         |         | 1     |
| Razem: 74 kraje   | 25        | 25        | 28        | 27        | 27        | 27        | 28        | 25        | 15        | 15        | 9       | 8       | 8       | 267   |

## Zawody kwalifikacyjne
| Zawody                                  | Data przeprowadzenia            | Gospodarz      |
| --------------------------------------- | ------------------------------- | -------------- |
| World Series of Boxing                  | 27 kwietnia–28 maja 2011        | Kuejczou       |
| Mistrzostwa Świata w Boksie 2011        | 26 września–8 października 2011 | Baku           |
| Turniej kwalifikacyjny dla Oceanii      | 21 marca–25 marca 2012          | Canberra       |
| Turniej kwalifikacyjny dla Azji         | 5 kwietnia–12 kwietnia 2012     | Astana         |
| Turniej kwalifikacyjny dla Europy       | 14 kwietnia–21 kwietnia 2012    | Stambuł        |
| Turniej kwalifikacyjny dla Afryki       | 27 kwietnia–6 maja 2012         | Casablanca     |
| Turniej kwalifikacyjny dla Ameryki      | 4 maja–13 maja 2012             | Rio de Janeiro |
| Mistrzostwa Świata w Boksie Kobiet 2012 | 9 maja–20 maja 2012             | Chongqing      |

## Mężczyźni
System kwalifikacji olimpijskiej dla kontynentu i kategorii wagowej.
| Kategoria wagowa | Afryka | Ameryka | Azja  | Europa | Oceania | Razem |
| ---------------- | ------ | ------- | ----- | ------ | ------- | ----- |
| 49 kg            | 6      | 4 (1)   | 6     | 8      | 1       | 26    |
| 52 kg            | 6      | 4 (1)   | 6     | 8      | 1       | 26    |
| 56 kg            | 6      | 6       | 6     | 9      | 1       | 28    |
| 60 kg            | 6      | 6       | 6 (1) | 8      | 1       | 28    |
| 64 kg            | 6      | 6       | 6     | 8 (1)  | 1       | 28    |
| 69 kg            | 6      | 6       | 6 (1) | 8      | 1       | 28    |
| 75 kg            | 5      | 6       | 7     | 9      | 1       | 28    |
| 81 kg            | 5      | 6       | 7     | 6 (1)  | 1       | 26    |
| 91 kg            | 2 (1)  | 4       | 2     | 6      | 1       | 16    |
| +91 kg           | 2 (1)  | 4       | 2     | 6      | 1       | 16    |
| Razem            | 52     | 54      | 56    | 78     | 10      | 250   |

- W nawiasach miejsca do obsadzenia przez zawodników wybranych na zasadzie zaproszeń przez specjalną trójstronną komisję złożoną z przedstawicieli MKOl, ANOC i AIBA.

### Waga papierowa (49 kg)
| Zawody                             | Miejsc | Zakwalifikowani |
| ---------------------------------- | ------ | --- |
| World Series of Boxing             | 0      | – |
| Mistrzostwa Świata w Boksie 2011   | 10     | Zou Shiming Shin Jong-hun Dawid Ajrapetian Pürewdordżijn Serdamba Kaew Pongprayoon Devendro Singh José de la Nieve Yosvany Veitia Mark Barriga Jérémy Beccu |
| Turniej kwalifikacyjny dla Oceanii | 1      | Billy Ward |
| Turniej kwalifikacyjny dla Azji    | 1      | Byrżan Żakypow |
| Turniej kwalifikacyjny dla Europy  | 4      | Ferhat Pehlivan Paddy Barnes Manuel Cappai Aleksandyr Aleksandrow                                                                                           |
| Turniej kwalifikacyjny dla Afryki  | 6      | Mohamed Flissi Abdelali Daraa Thomas Essomba Juliano Máquina Sulemanu Tetteh Ramy Helmy                                                                     |
| Turniej kwalifikacyjny dla Ameryki | 3      | Jantony Ortíz Carlos Quipo Carlos Suarez |
| Dzika karta                        | 1      | Bayron Molina |
| Razem                              | 26     | |

### Waga musza (52 kg)
| World Series of Boxing             | 0  | – |                                   |   |                                          |
| Mistrzostwa Świata w Boksie 2011   | 9* | Misza Ałojan Andrew Selby Rau’shee Warren Jasurbek Latipov Elvin Məmişzadə Michael Conlan Vincenzo Picardi Robeisy Ramírez Chatchai Butdee |                                   |   |                                          |
| Turniej kwalifikacyjny dla Oceanii | 1  | Jackson Woods |                                   |   |                                          |
| Turniej kwalifikacyjny dla Azji    | 4  | Iljas Sulejmenow Njambajaryn Tögscogt Pak Jong-chol Katsuaki Susa \|-                                                                      | Turniej kwalifikacyjny dla Europy | 3 | Nordine Oubaali Selcuk Eker Salomo Ntuve |
| Turniej kwalifikacyjny dla Afryki  | 6  | Oteng Oteng Benson Gicharu Samir Brahimi Duke Micah Hesham Yehia Oliver Lavigilante                                                        |                                   |   |                                          |
| Turniej kwalifikacyjny dla Ameryki | 2  | Jeyvier Cintrón Julião Henriques |                                   |   |                                          |
| Dzika karta                        | 1  | |                                   |   |                                          |
| Razem                              | 26 | |                                   |   |                                          |

- Podczas mistrzostw świata prawo do startu na igrzyskach wywalczyli sobie reprezentanci zarówno Anglii (Khalid Yafai), jak i Walii (Andrew Selby). Ze względu na regułę, że w danej kategorii wagowej może wystąpić tylko jeden reprezentant danego komitetu olimpijskiego, zaistniała potrzeba przeprowadzenia wewnętrznego brytyjskiego barażu, którego zwycięzcą został Selby.

### Waga kogucia (56 kg)
| Zawody                             | Miejsc | Zakwalifikowani |
| ---------------------------------- | ------ | --- |
| World Series of Boxing             | 1      | Kanat Abutalipow |
| Mistrzostwa Świata w Boksie 2011   | 10     | Lázaro Álvarez Luke Campbell Anwar Junusow John Joe Nevin Joseph Diaz Detelin Dalakliew Siergiej Wodopjanow Orzubek Shayimov Vittorio Parrinello Mohamed Amine Ouadahi |
| Turniej kwalifikacyjny dla Oceanii | 1      | Ibrahim Balla |
| Turniej kwalifikacyjny dla Azji    | 3      | Shiva Thapa Wissam Salamana Satoshi Shimizu |
| Turniej kwalifikacyjny dla Europy  | 4      | Merab Turkadze Məhəmməd Abdulhəmidov Dennis Ceylan Pawło Iszczenko |
| Turniej kwalifikacyjny dla Afryki  | 5      | Aboubakr Lbida Isaac Dogboe Romeo Lemboumba Ayabonga Sonjica Jonas Matheus                                                                                             |
| Turniej kwalifikacyjny dla Ameryki | 4      | Óscar Valdez Alberto Melián Robenílson Vieira William Encarnación |
| Dzika karta                        | 0      | – |
| Razem                              | 28     | |

### Waga lekka (60 kg)
| Zawody                             | Miejsc | Zakwalifikowani |
| ---------------------------------- | ------ | --- |
| World Series of Boxing             | 1      | Rachid Azzedine* |
| Mistrzostwa Świata w Boksie 2011   | 10     | Wasyl Łomaczenko Yasniel Toledo Domenico Valentino Gani Żajłauow Fazliddin Gaibnazarov Han Soon-chul Miklós Varga Jai Bhagwan Robson Conceição Sailom Adi |
| Turniej kwalifikacyjny dla Oceanii | 1      | Luke Jackson |
| Turniej kwalifikacyjny dla Azji    | 1      | Liu Qiang |
| Turniej kwalifikacyjny dla Europy  | 4      | Wazgien Safarjanc Evaldas Petrauskas Josh Taylor Fatih Keleş                                                                                              |
| Turniej kwalifikacyjny dla Afryki  | 6      | Ahmed Mejri Abdelkader Chadi Andrique Allisop Abdon Mewoli Mohamed Ramadan Shafiq Chitou                                                                  |
| Turniej kwalifikacyjny dla Ameryki | 4      | Félix Verdejo Wellington Arias Eduard Marriaga Jose Ramírez                                                                                               |
| Dzika karta                        | 1      | |
| Razem                              | 28     | |

- Pierwotnie kwalifikację wywalczył indywidualny mistrz WSB, Wang Zhimin z Chin. Jego udział został jednak wycofany przez Chiński Komitet Olimpijski. Jerżan Mussafirow z Kazachstanu, który zajął drugie miejsce, również został wycofany przez swój macierzysty komitet. Ostatecznie więc kwalifikacja przypadła zdobywcy trzeciego miejsca, Rachidowi Azzedine’owi z Francji.

### Waga lekkopółśrednia (64 kg)
| Zawody                             | Miejsc | Zakwalifikowani |
| ---------------------------------- | ------ | --- |
| World Series of Boxing             | 0      | – |
| Mistrzostwa Świata w Boksie 2011   | 10     | Éverton Lopes Denys Berinczyk Vincenzo Mangiacapre Thomas Stalker Gyula Káté Heybatulla Hacıalıyev Uranczimegijn Mönch-Erden Manoj Kumar Anthony Yigit Jonathan Alonso |
| Turniej kwalifikacyjny dla Oceanii | 1      | Jeff Horn |
| Turniej kwalifikacyjny dla Azji    | 4      | Danijar Jeleusinow Serdar Hudayberdiyev Uktamjon Rahmonov Mehdi Tolouti                                                                                                |
| Turniej kwalifikacyjny dla Europy  | 1      | Yakup Şener |
| Turniej kwalifikacyjny dla Afryki  | 6      | Abdelhak Aatkani Abderrazak Houya Romaric Bassole Eslam El-Gendy Richarno Colin Gilbert Choombe                                                                        |
| Turniej kwalifikacyjny dla Ameryki | 5      | Roniel Iglesias Francisco Vargas Ramirez César Villarraga Jamel Herring Anderson Rojas                                                                                 |
| Dzika karta                        | 1      | |
| Razem                              | 28     | |

### Waga półśrednia (69 kg)
| Zawody                             | Miejsc | Zakwalifikowani |
| ---------------------------------- | ------ | --- |
| World Series of Boxing             | 0      | – |
| Mistrzostwa Świata w Boksie 2011   | 10     | Taras Szełestiuk Seryk Säpijew Vikas Krishan Egidijus Kavaliauskas Andriej Zamkowoj Errol Spence Vasili Belous Fred Evans Alexis Vastine Yasuhiro Suzuki |
| Turniej kwalifikacyjny dla Oceanii | 1      | Cameron Hammond |
| Turniej kwalifikacyjny dla Azji    | 3      | Qiong Maimaititu’ersun Byambyn Tüvshinbat Amin Ghasemipour                                                                                               |
| Turniej kwalifikacyjny dla Europy  | 2      | Adam Nolan Patrick Wojcicki |
| Turniej kwalifikacyjny dla Afryki  | 6      | Mehdi Khalsi Mohamed Diaby Ilyas Abbadi Siphiwe Lusizi Seleman Kidunda Yannick Mitoumba                                                                  |
| Turniej kwalifikacyjny dla Ameryki | 5      | Myke Carvalho Óscar Molina Carlos Sánchez Gabriel Maestre Custio Clayton                                                                                 |
| Dzika karta                        | 1      | Tumba Silva |
| Razem                              | 28     | |

### Waga średnia (75 kg)
| Zawody                             | Miejsc | Zakwalifikowani |
| ---------------------------------- | ------ | --- |
| World Series of Boxing             | 1      | Soltan Migitinov* |
| Mistrzostwa Świata w Boksie 2011   | 10     | Jewhen Chytrow Ryōta Murata Bogdan Juratoni Esquiva Falcão Florentino Aleksandar Drenovak Darren O’Neill Andranik Hakopian Danabek Sużanow Zoltán Harcsa Stefan Härtel |
| Turniej kwalifikacyjny dla Oceanii | 1      | Jesse Ross |
| Turniej kwalifikacyjny dla Azji    | 4      | Abbos Atoyev Nursahat Pazziyev Sobirżon Nazarow Vijender Kumar |
| Turniej kwalifikacyjny dla Europy  | 2      | Adem Kılıççı Anthony Ogogo |
| Turniej kwalifikacyjny dla Afryki  | 5      | Badreddine Haddioui Mujandjae Kasuto Muideen Akanji Abdelmalek Rahou Mohamed Hikal                                                                                     |
| Turniej kwalifikacyjny dla Ameryki | 5      | Terrell Gausha Junior Castillo Marlo Delgado José Espinoza Enrique Collazo                                                                                             |
| Dzika karta                        | 0      | – |
| Razem                              | 28     | |

- Pierwotnie kwalifikację wywalczył indywidualny mistrz WSB, Ukrainiec Serhij Derewjanczenko. Jego udział został jednak wycofany przez Ukraiński Komitet Olimpijski. Ostatecznie więc kwalifikacja przypadła zdobywcy drugiego miejsca, Soltanowi Migitinovi z Azerbejdżanu.

### Waga półciężka (81 kg)
| Zawody                             | Miejsc | Zakwalifikowani |
| ---------------------------------- | ------ | --- |
| World Series of Boxing             | 1      | Abdelhafid Benchabla |
| Mistrzostwa Świata w Boksie 2011   | 10     | Julio de la Cruz Ädylbek Nijazymbetow Jegor Miechoncew Elshod Rasulov Damien Hooper Meng Fanlong Ołeksandr Gwozdyk Ehsan Rouzbahani Enrico Kölling Jeysson Monroy |
| Turniej kwalifikacyjny dla Oceanii | 0      | – |
| Turniej kwalifikacyjny dla Azji    | 3      | Sumit Sangwan Jahon Qurbonov Ihab Al-Matbouli |
| Turniej kwalifikacyjny dla Europy  | 3      | Bahram Muzaffer Vətən Hüseynli Michaił Dałhalawiec |
| Turniej kwalifikacyjny dla Afryki  | 4      | Yahia El-Mekachari Ahmed Barki Christian Donfack Lukman Lawal |
| Turniej kwalifikacyjny dla Ameryki | 4      | Marcus Browne Yamaguchi Falcão Florentino Carlos Góngora Osmar Bravo                                                                                              |
| Dzika karta                        | 1      | Boško Drašković |
| Razem                              | 26     | |

### Waga ciężka (91 kg)
| Zawody                             | Miejsc | Zakwalifikowani                                                                                 |
| ---------------------------------- | ------ | ----------------------------------------------------------------------------------------------- |
| World Series of Boxing             | 1      | Clemente Russo                                                                                  |
| Mistrzostwa Świata w Boksie 2011   | 6      | Ołeksandr Usyk Teymur Məmmədov Siarhiej Karniejeu Wang Xuanxuan Artur Bietierbijew José Larduet |
| Turniej kwalifikacyjny dla Oceanii | 1      | Jai Opetaia                                                                                     |
| Turniej kwalifikacyjny dla Azji    | 1      | Ali Mazaheri                                                                                    |
| Turniej kwalifikacyjny dla Europy  | 1      | Terweł Pulew                                                                                    |
| Turniej kwalifikacyjny dla Afryki  | 2      | Chouaib Bouloudinats Maxwell Amponsah                                                           |
| Turniej kwalifikacyjny dla Ameryki | 3      | Michael Hunter Yamil Peralta Julio Castillo                                                     |
| Dzika karta                        | 1      |                                                                                                 |
| Razem                              | 16     |                                                                                                 |

### Waga superciężka (+91 kg)
| Zawody                             | Miejsc | Zakwalifikowani                                                                                  |
| ---------------------------------- | ------ | ------------------------------------------------------------------------------------------------ |
| World Series of Boxing             | 0      | –                                                                                                |
| Mistrzostwa Świata w Boksie 2011   | 6      | Məhəmmədrəsul Məcidov Anthony Joshua Iwan Dyczko Erik Pfeifer Erislandy Savón Roberto Cammarelle |
| Turniej kwalifikacyjny dla Oceanii | 1      | Johan Linde                                                                                      |
| Turniej kwalifikacyjny dla Azji    | 1      | Zhang Zhilei                                                                                     |
| Turniej kwalifikacyjny dla Europy  | 2      | Magomied Omarow Tony Yoka                                                                        |
| Turniej kwalifikacyjny dla Afryki  | 2      | Mohamed Arjaoui Blaise Yepmou                                                                    |
| Turniej kwalifikacyjny dla Ameryki | 3      | Ítalo Perea Dominic Breazeale Simon Kean                                                         |
| Dzika karta                        | 1      |                                                                                                  |
| Razem                              | 16     |                                                                                                  |

## Kobiety
| Kategoria wagowa | Afryka | Ameryka | Azja  | Europa | Oceania | Razem |
| ---------------- | ------ | ------- | ----- | ------ | ------- | ----- |
| 51 kg            | 1      | 2 (1)   | 2 (1) | 3 (1)  | 1       | 12    |
| 60 kg            | 1 (1)  | 1 (1)   | 2 (1) | 3 (1)  | 1       | 12    |
| 75 kg            | 1 (1)  | 2 (1)   | 1 (1) | 3 (1)  | 1       | 12    |
| Razem            | 5      | 8       | 8     | 12     | 3       | 36    |

- W nawiasach miejsca do obsadzenia przez zawodników wybranych na zasadzie zaproszeń przez specjalną trójstronną komisję złożoną z przedstawicieli MKOl, ANOC i AIBA.

### Waga musza (51 kg)
| Zawody                                  | Miejsc | Zakwalifikowane |
| --------------------------------------- | ------ | --- |
| Mistrzostwa Świata w Boksie Kobiet 2012 | 9      | Ren Cancan Nicola Adams Karolina Michalczuk Jelena Sawieljewa Marlen Esparza Mary Kom Karlha Magliocco Maroua Rahali Siona Fernandez |
| Gospodarz / Dzika karta                 | 3      | Erika Mattos |
| Razem                                   | 12     | |

### Waga lekka (60 kg)
| Zawody                                  | Miejsc | Zakwalifikowane |
| --------------------------------------- | ------ | --- |
| Mistrzostwa Świata w Boksie Kobiet 2012 | 8      | Katie Taylor Sofja Oczigawa Mawzuna Czorijewa Natasha Jonas Adriana Araújo Saida Chasenowa Rim Jouini Alexis Pritchard |
| Gospodarz / Dzika karta                 | 4      | Queen Underwood |
| Razem                                   | 12     | |

### Waga średnia (75 kg)
| Zawody                                  | Miejsc | Zakwalifikowane |
| --------------------------------------- | ------ | --- |
| Mistrzostwa Świata w Boksie Kobiet 2012 | 8      | Savannah Marshall Yelena Vıstropova Nadieżda Torłopowa Li Jinzi Naomi Fischer-Rasmussen Claressa Shields Roseli Feitosa Edith Agu-Ogoke |
| Gospodarz / Dzika karta                 | 4      | Mary Spencer Elizabeth Andiego |
| Razem                                   | 12     | |